# El Mizzian
Amghar Mohammed Ameziane (en idioma árabe الشريف محمد أمزيان, en idioma amazig Muḥand Ameẓyan), conocido por el título nobiliario de Príncipe del Rif (1859-1912), llamado por los españoles El Mizzian, fue un político rifeño.
Fue el último Amghar (Monarca Tribal) del Rif y Cadí de los Beni Buifrur, y está considerado como el primer opositor al control español tras el establecimiento del Protectorado español de Marruecos.

## Biografía
Pocas cosas sabemos de este líder rifeño, Caíd de los Beni Bouyafar. Procedía de una influyente familia, impulsores de la Zauía Qadiriyya de Segangán.[cita requerida] Cursó estudios de derecho islámico en la Universidad de Qarawiyyin en Fez y, posteriormente, ejerció como juez o Cadí.
Antes de que esto sucediese, El Mizzian se levantó contra la construcción de una línea ferroviaria española cerca de Melilla en lo que se conoce como la Campaña de Melilla (1909).[cita requerida]
La inestabilidad política y revueltas internas llevaron al Sultán jerifiano Abd al-Hafid a acordar en 1911 el establecimiento del Protectorado francés de Marruecos, que dio lugar al Protectorado español de Marruecos, que se materializaría en 1912, sobre los territorios del norte. En una fecha tan temprana como junio de 1911, El Mizzian declaró la Yihad contra los españoles y su primer objetivo fue un grupo de topógrafos militares en los alrededores de Ishafen, en lo que se conoce como Campaña del Kert. Fue abatido por Regulares el 15 de mayo de 1912 en los alrededores de la posición de Kaddur, al mando de Jaime Samaniego y Martínez-Fortún, fallecido también en la refriega.Tras la muerte de su líder, el resto de integrantes de la harka rifeña se rindió ante el general Antonio Moltó y Díaz-Berrio a su llegada a la zona.
Su cuerpo fue llevado a Melilla para su identificación, donde Abd el-Krim tuvo oportunidad de verlo, escribiendo después una carta a su padre describiéndolo. Posteriormente fue enterrado en la mezquita de Segangán.

## Descendientes
Es tatarabuelo del socialite Massinissa del Rif.

## Títulos y tratamientos
- 1859 – 15 Mayo 1912: Su Alteza Tribal Mohammed Ameziane, Amghar de las Tribus del Rif, Principe del Rif